# ناحیه نورث‌اوکا، شهرستان کولز، ایلینوی
ناحیه نورث‌اوکا، شهرستان کولز، ایلینوی (به انگلیسی: North Okaw Township) یک منطقهٔ مسکونی در ایالات متحده آمریکا است که در شهرستان کولز، ایلینوی واقع شده‌است. ناحیه نورث‌اوکا ۹۸۳ نفر جمعیت دارد و ۱۹۹ متر بالاتر از سطح دریا واقع شده‌است.